# Johann Nepomuk von Nostitz-Rieneck
Johann Nepomuk von Nostitz-Rieneck (24 de marzo de 1768 - 22 de octubre de 1840) comandó una división de caballería en el ejército del Imperio austríaco durante las guerras napoleónicas.

## Carrera
Johann Nepomuk nació el 24 de marzo de 1768 en Praga, el noveno vástago del Conde Franz Anton von Nostitz-Rieneck (1725-1794) y de la Condesa Marie Alžběta Krakovská zu Kolowrat (1728-1815). Su padre era el Alto Burggraf de Bohemia. El hermano pequeño de su padre era Friedrich Moritz von Nostitz-Rieneck, un general de alto rango austríaco que sería presidente del Consejo Áulico poco antes de su muerte en 1796.
En 1784, ingresó en el ejército de la monarquía Habsburgo y luchó en la guerra austro-turca. Sirvió con distinción en la campaña de Flandes y fue herido en Tourcoing en 1794. Se retiró del ejército a finales de 1796, pero volvió al servicio como general a finales de 1800.
En 1805, lideró una brigada en Dürenstein, Schöngrabern, y Austerlitz. En 1809, luchó en Aspern-Essling y lideró una división de caballería en Wagram. En 1813, sirvió en Dresde y condujo una división de coraceros en Leipzig. Al año siguiente, combatió en Arcis-sur-Aube y Fère-Champenoise. Se convirtió en propietario de un regimiento de caballería ligera desde 1814 hasta su muerte en 1840.

## Familia
Nostitz se casó con la Condesa Sofia Apraxina (n. 1778) en Karlsruhe el 27 de enero de 1797. Ella le dio cuatro hijos: Eduard que murió en la infancia en 1797, Elisabeth (1799-1884), Karl (1801-1802), y Adelheid (1802-1887). Sofia murió el 22 de abril de 1802, tres semanas después de dar a luz a Adelheid. El 28 de junio de 1803, Nostitz se casó con la Condesa Antonie Josefa Schlick von Passaun (n. 1783). Ella le dio siete hijos: Jan Nepomuk (1804?-1810), Ota (1804?-1821), Marie Philippine (1804-1876), Jan Josef (1805-1806), Albert (1807-1871), Hermann (1812-1895), y Sigmund (1815-1890). Su segunda esposa Antonie murió el 18 de agosto de 1830. Nostitz murió en Praga el 22 de octubre de 1840.